# Бабенхаузен (Швабия)
Бабенхаузен (нем. Babenhausen) — община в Германии, в земле Бавария.
Подчиняется административному округу Швабия. Входит в состав района Нижний Алльгой. Подчиняется управлению Бабенхаузен. Население составляет 5176 человек (на 31 декабря 2010 года). Занимает площадь 27,23 км².

## Достопримечательности
- Монастырь Клостербойрен